# Фролиха (река, впадает в Байкал)
Фро́лиха (эвенк. Нерунда — хариусовая) — река в России, протекает в Северо-Байкальском районе Бурятии, впадает в озеро Байкал. Бассейн реки расположен на территории Фролихинского заказника. Используется туристами как сплавная река.

## География
Длина — 18 км. Вытекает из залива Окунева в северо-западной части озера Фролихи. Далее, в полукилометре, протекает через озеро Источное, по выходе из которого имеет бурное течение, но к устью течение замедляется. Река бежит в северо-западном направлении. Впадает в губу Фролиха (Нерунда) озера Байкал к северу от мыса Фролова, образуя мелководный залив (култук), ограниченный с юга песчаной косой. Русло часто делится на многочисленные протоки. В реке водятся окунь и хариус.

## Данные водного реестра
По данным государственного водного реестра России относится к Ангаро-Байкальскому бассейновому округу, водохозяйственный участок реки — Бассейны рек средней и северной части оз. Байкал от восточной границы бассейна р. Ангара до северо-западной границы бассейна р. Баргузин от истока до впадения реки Байкал. Речной бассейн реки — Бассейны малых и ср. притоков ср. и сев. части оз. Байкал.
По данным геоинформационной системы водохозяйственного районирования территории РФ, подготовленной Федеральным агентством водных ресурсов:
- Код водного объекта в государственном водном реестре — 16040000112116300003054
- Код по гидрологической изученности (ГИ) — 116300305
- Код бассейна — 16.04.00.001
- Номер тома по ГИ — 16
- Выпуск по ГИ — 3

## Притоки
Имеется единственный приток — Сикиликан.